# Daniel Dăianu
Daniel Dăianu (n. 30 august 1952, București) este un economist român, ministru al finanțelor între 1997-1998, profesor universitar la Departamentul de Relații Internaționale și Integrare Europeană din cadrul Școlii Naționale de Studii Politice și Administrative (SNSPA) din București, membru corespondent al Academiei Române, din 2001 și membru titular din 2013, președinte al Societății Române de Economie (SOREC), membru al American Economic Association, membru în Societatea Academică Română. La alegerile europarlamentare din 2007 a fost ales eurodeputat din partea PNL. Ȋn urma alegerii sale în Parlamentul European, a demisionat, la 23 decembrie 2007, din Consiliul de Supraveghere al Băncii Comerciale Române (BCR), pentru a evita un eventual conflict de interese. În iunie 2014 a fost ales membru în Consiliul de Administrație al Băncii Naționale a României, funcție pe care a deținut-o până în 2019. Din 2019 este Președinte al Consiliului Fiscal din România. Este membru al Consiliului European pentru Relații Externe (ECFR) din 2011. Este membru al HLGOR (High Level Group on Own Resources) al UE, care este condus de Mario Monti. Este membru al centrului internațional de cercetări CASE (Polonia). În 2014 a fost invitat să facă parte din Board of Trustees al organizației Friends of Europe (Bruxelles).

## Familie
Căsătorit. Are un copil. Fratele său este inginer. Tatăl este decedat. După propriile sale declarații, Daniel Dăianu spune că bunicul său a fost ilegalist și că ar fi murit în anul 1946. El se trage dintr-o familie în care atât mama cât și tatăl său au lucrat înainte de 1989 în Ministerul de Interne, la Departamentul Securității Statului. . Într-un interviu el spune: 
„...Da, mama era locotenent-colonel, iar tata colonel, documentarist, la Direcția Securității Statului... Eu ma trag dintr-o familie cu vederi de stânga. Bunicul meu a fost ilegalist, a murit în 46, fusese bătut. Nici n-a apucat sa vadă zorii așa zisului socialism în devenire. N-a apucat. Asta a fost familia mea.”—www.hotnews.ro - Cazul Daianu. Unicat sau farsa? (de Dan Tapalagă)

## Carieră
- Cursurile predate în cadrul facultății de Relații Internaționale și Integrare Europeană din SNSPA sunt Integrare și politici fiscale ale Uniunii Europene și Economie mondială.
- În 1975, și-a luat licența în Științe Economice la Academia de Studii Economice (ASE) – București, apoi, în 1988, a obținut titlul de Doctor în Economie, la aceeași Academie. A urmat cursuri post-doctorale la Harvard University intre 1990-1991. În 1994 a absolvit Advanced Management Program la Harvard Business School.
- A îndeplinit funcția de ministru al finanțelor între anii 1997–1998 și de ministru adjunct al finanțelor în 1992. A fost economist - șef al Băncii Naționale a României (BNR) în intervalul 1992–1997. În diverse perioade, a fost cercetător invitat la Russian Research Center (Harvard University), Woodrow Wilson Center (Washington, D.C.), NATO Defense College (Roma), Fondul Monetar Internațional (FMI), Organizația pentru Cooperare și Dezvoltare în Europa (OCDE). Între 1999 și 2004, a fost profesor la Academia de Studii Economice (ASE) - București, la Universitățile Berkeley și UCLA din SUA, precum și la Universitatea din Bologna. A conferențiat la numeroase universități din SUA, Canada și Europa. În intervalul 2002–2004, a deținut funcția de președinte al European Association for Comparative Economic Studies (EACES). Între 2005–2006 a fost președinte al Consiliului de Supraveghere al Băncii Comerciale Române, iar între 2012-2013 a fost membru în Consiliul de Administrație al CEC Bank. Între aprilie 2013 și iunie 2014 a fost Prim-vicepreședinte al Autorității de Supraveghere Financiară.
- Ȋn timpul regimului comunist al lui Nicolae Ceaușescu, din 1976 până ȋn septembrie 1978, Daniel Dăianu a lucrat la Direcția de Informații Externe (DIE) a Departamentului Securității Statului (DSS). A ieșit din DIE în 1978, la cerere, devenind în deceniul următor cunoscut pentru scrieri împotriva politicii economice a lui Ceaușescu, care au fost evocate la Radio Europa Liberă, precum și de către publicistul Șerban Orescu, în lucrările sale și într-un interviu acordat ziarului "Ziua". Consiliul Național pentru Studierea Arhivelor Securității (CNSAS) a decis, ȋn septembrie 2007, că Daniel Dăianu a lucrat la Direcția de Informații Externe, pe probleme economice. Conform CNSAS, nu a fost găsit niciun element din care să rezulte că Dăianu a făcut poliție politică. Ȋntre 1979 și 1990, Daniel Dăianu a lucrat ca cercetător la Institututul de Economie Socialistă.
- Daniel Dăianu a publicat articole de analiză economică în Ziarul Financiar, Bursa, Piața Financiară, Contributors (Hotnews), Curs de Guvernare, Southeast European Times, European Voice, Les Echos, Europe' s world, World Commerce Review
- A fost raportor al Parlamentului European pentru "The Reform of the Regulation and Supervision of Financial Markets". Parlamentul European a aprobat raportul 'The Lamfalussy Follow Up" în octombrie 2008.
- Ȋn 22 mai 2008, Daniel Dăianu a cosemnat în "Le Monde" textul "Financial Cannot Govern Us", împreună cu trei foști președinți ai Comisiei Europene, nouă foști premieri din UE și șase foști miniștri ai finanțelor/economiei, text care a prevestit amploarea crizei economice și a vorbit despre cauzele ei.
- În 2010, fost invitat să devină membru al Institutului pentru Analiză Economică și Socială (CASE), din Polonia.
- Din 2011, este membru al Consiliului European pentru Relații Externe.
- Este Președinte de onoare al Asociației Române de Studii Europene
Pe 5 iunie 2025, Dăianu a avertizat guvernul român cu privire la un deficit bugetar, afirmând:
„Noi trebuie să tăiem acest deficit bugetar și nu avem timp. Repet, acest discurs, «să colectăm mai bine», «facem reforma statului», domnule, sună bine, dar sunt sloganuri. Piețele financiare nu au răbdare cu România. Asta se va vedea în execuția bugetară. Dacă noi vom colecta mai bine în 2026, asta se va vedea. Până atunci nu poți să vii cu un asemenea pachet în fața investitorilor, în fața agențiilor de rating și în fața Comisiei. Oricum, cu Comisia avem un dialog destul de fracturat”—Daniel Dăianu către Libertatea, 5 iunie 2025